# Lo Hobbit - La battaglia delle cinque armate
Lo Hobbit - La battaglia delle cinque armate (The Hobbit: The Battle of the Five Armies) è un film fantasy del 2014 co-sceneggiato, diretto e co-prodotto da Peter Jackson, insieme a Fran Walsh, Philippa Boyens e Guillermo del Toro.
Basato sulla parte finale del romanzo Lo Hobbit e sulle Appendici de Il Signore degli Anelli di J. R. R. Tolkien, è il terzo e ultimo capitolo della trilogia de Lo Hobbit, che funge da prequel alla trilogia de Il Signore degli Anelli. È preceduto da Lo Hobbit - Un viaggio inaspettato (2012) e Lo Hobbit - La desolazione di Smaug (2013).
Prodotto da Metro-Goldwyn-Mayer, New Line Cinema, Wingnut Films, è stato l'ultimo film degli attori Christopher Lee e Ian Holm. Il film ha ottenuto una candidatura agli Oscar 2015.

## Trama
Il malvagio drago Smaug, infuriato a causa del tentativo andato a vuoto del nano Thorin Scudodiquercia e della sua compagnia di eliminarlo, attacca Pontelagolungo, devastando in poco tempo tutta la città con le sue fiamme. Il governatore della città, terrorizzato, tenta disperatamente di fuggire portando con sé, con l'aiuto del fido Alfrid e delle guardie, tutto l'oro possibile a bordo di una barca. Nel frattempo Bard riesce a scappare dalla prigione dove era stato rinchiuso e, arrampicatosi su una torre, prova senza successo a uccidere il drago con arco e frecce. Raggiunto dal figlio Bain, che ha recuperato la Freccia Nera, Bard viene visto da Smaug, che inizia a incedere verso di lui. Bard quindi utilizza il ragazzo come appoggio per una balista improvvisata e colpisce il drago nel punto in cui il suo antenato Girion, decenni prima, ne aveva scalfito la corazza. Colpito a morte, Smaug precipita ormai senza vita, con il suo cadavere che cade sulla barca del governatore, uccidendo lui e le sue guardie. La mattina seguente, sulle sponde del lago, Alfrid, sopravvissuto al massacro, rischia di essere linciato dai superstiti, ma viene salvato da Bard, il quale prende la guida dei concittadini sopravvissuti, conducendoli verso le rovine di Dale.
Nel mentre i quattro Nani rimasti a Esgaroth prendono una barca per raggiungere i propri compagni alla Montagna Solitaria, ma prima Kíli dichiara il proprio amore all'elfa Tauriel, promettendole di tornare. Subito dopo, Tauriel viene raggiunta da Legolas e da un altro elfo, che le comunica che Thranduil l'ha bandita dal suo reame. A questo punto, anche Legolas rifiuta di tornare dal padre, e i due decidono di partire per Gundabad, per seguire le tracce dell'orco Bolg. Intanto, a Erebor, Thorin contrae "la malattia del drago" e, colto da una bramosia insaziabile, cerca ossessivamente l'Arkengemma. Bilbo, che è in realtà riuscito a prendere la preziosa pietra a Smaug, concorda con Balin sul fatto che trovare il gioiello non farebbe altro che aggravare la follia di Thorin. Intanto, vedendo che i sopravvissuti di Pontelagolungo hanno raggiunto Dale, Thorin ordina agli altri nani di murare l'entrata della Montagna, per proteggerne i tesori.
L'orco Azog, in marcia verso Erebor con il suo esercito, viene raggiunto da Bolg, che lo informa dell'intromissione di Legolas e Tauriel. Azog, preoccupato di un intervento militare degli elfi, lo invia a Gundabad per reclutare un'altra legione di orchi. Nel frattempo il Bianco Consiglio salva Gandalf, tenuto prigioniero a Dol Guldur. Qui Sauron palesa il suo piano: conquistare la Montagna Solitaria per poter, da lì, controllare tutto il nord, rifondando il reame di Angmar e muovendo poi guerra all'intera Terra di Mezzo. Tuttavia, dopo un lungo combattimento, Galadriel riesce a scacciare dalla fortezza Sauron e i suoi nove Spettri, usando la luce della stella di Eärendil. Dopodiché Saruman rassicura Elrond, intenzionato ad avvisare Gondor, di come Sauron non abbia poteri senza il suo Anello, e del fatto che sarà lui stesso a occuparsi del Signore Oscuro. Gandalf, che viene portato da Radagast nella sua dimora a Rhosgobel, chiede a quest'ultimo di informare Beorn e le aquile dell'imminente guerra e parte per Erebor, con l'intento di avvertire i nani.
Quando l'esercito di Thranduil arriva a Dale, questi si allea con Bard, poiché entrambi vantano diritti su una parte del tesoro di Erebor (il re degli elfi, in particolare, desidera le Bianche Gemme di Lasgalen, gemme di pura luce stellare incastonate in una collana, appartenenti alla sua stirpe). Volendo inizialmente evitare il conflitto, Bard cerca di trattare con Thorin, ma il nano non vuole sentire ragioni, e perciò elfi, uomini e nani si preparano alla guerra. Mentre i nani si apprestano alla battaglia, Thorin dona a Bilbo una cotta di mithril in segno della loro amicizia, confidandogli il sospetto che uno degli altri nani gli abbia rubato l'Arkengemma. Nel mentre, a Dale arriva Gandalf, il quale tenta inutilmente di dissuadere Thranduil e Bard dall'uso delle armi, mettendoli in guardia dell'imminente attacco degli orchi. Durante la notte, Bilbo abbandona di soppiatto la Montagna e consegna l'Arkengemma agli assedianti, in modo da rendere Thorin meno restio alle trattative.
Il giorno successivo Thranduil e Bard, con le rispettive armate schierate, chiedono un'ultima volta a Thorin di consegnare loro quanto promesso in cambio dell'Arkengemma. Thorin rifiuta nuovamente, credendo che quella non fosse la vera Arkengemma. Tuttavia, Bilbo, tornato alla Montagna, confessa al nano di aver portato lui la pietra fuori da Erebor, con l'intenzione di evitare un'inutile battaglia, e Thorin, furibondo, tenta di ucciderlo. Gandalf, raggiunti gli assedianti, dissuade Thorin dal fargli del male, permettendo allo hobbit di fuggire. Nel momento in cui Thorin è sul punto di cedere, inaspettatamente sopraggiunge, con un esercito di nani, Dáin, signore dei Colli Ferrosi e cugino di Scudodiquercia, da lui precedentemente (e segretamente) chiamato a difesa della Montagna. Nonostante gli sforzi di Gandalf per farlo ragionare, Dáin minaccia Thranduil e Bard, ma improvvisamente piomba sul campo di battaglia l'esercito di Azog (che ha superato le colline circostanti muovendosi in gallerie sotterranee scavate da enormi vermi, chiamati "mangiaterra") e non resta altra scelta per i contendenti che allearsi contro il comune nemico. Comincia così la battaglia delle cinque armate.
Quando Azog ordina a una parte degli orchi di attaccare Dale, Gandalf, Bilbo, Thranduil e Bard (con i rispettivi eserciti) accorrono all'interno delle mura della città, per difenderla. L'esercito dei nani guidati da Dáin, invece, affronta il restante (e numeroso) esercito di orchi ai piedi della Montagna. Intanto Thorin, sopraffatto dalla follia, rinuncia a scendere in campo durante i combattimenti, preferendo segregarsi (con grande disappunto dei compagni) con il tesoro e l'intera compagnia all'interno di Erebor. Tormentato dai sensi di colpa e dai rimproveri di Bilbo e del fidato Dwalin, il re nanico (dopo una visione onirica che gli mostrava la sua morte per mano dello stesso oro che tanto avidamente amava) torna in sé e decide di unirsi alla battaglia. Uscito da Erebor con una carica trionfale, in grado di motivare nuovamente l'esercito dei nani, Thorin si dirige con Dwalin, Fíli e Kíli verso Collecorvo, la torre da cui Azog comanda le sue truppe, per uccidere l'orco pallido e destabilizzare le forze avversarie. Gli altri membri della compagnia invece restano a combattere nella valle.
A Dale, anche le donne e gli anziani si uniscono alla battaglia, mentre Bard si rende conto che non desidera governare il popolo di Pontelagolungo, rinunciando alla carica di governatore per prendersi cura della sua famiglia. Alfrid, avendo trovato dell'oro, preferisce invece fuggire travestito da donna. Nel mentre, Legolas e Tauriel fanno ritorno a Dale, avvertendo Gandalf dell'imminente arrivo dell'esercito di Bolg, e pertanto Bilbo, noncurante dei rischi, accorre ad avvisare Thorin (ancora ignaro dell'altro esercito), usando l'Anello per attraversare invisibile la battaglia e raggiungere Collecorvo. Nel frattempo Thranduil, turbato dalle numerose perdite subite, vuole ritirare le truppe elfiche, scontrandosi però con Tauriel e con suo figlio Legolas, i quali non hanno intenzione di abbandonare nani e uomini al loro destino. Legolas e Tauriel si dirigono quindi anch'essi a Collecorvo, in aiuto di Thorin, Kíli e gli altri.
Giunti a Collecorvo, il quartetto dei nani si separa per stanare Azog, ma Fíli viene quasi subito catturato e ucciso da Azog, di fronte agli altri nani e a Bilbo. Subito dopo sopraggiunge anche Bolg che, dopo aver fatto perdere i sensi a Bilbo, affronta Tauriel e Kíli, il quale viene ucciso nello scontro davanti all'elfa, che assiste impotente. Tauriel, sconvolta, attacca Bolg e precipita con lui da un dirupo, ma l'orco sopravvive. Legolas, vedendola in difficoltà, soggioga un troll e fa crollare una torre di guardia che, fungendo da ponte, gli permette di raggiungere e duellare con Bolg. Intanto anche Thorin, in difficoltà con alcuni goblin mercenari, viene salvato dall'elfo, che ne trafigge uno scagliandogli in petto la spada Orcrist, recuperata poi dal nano. Poco dopo, Legolas uccide Bolg, infilzandolo alla testa con uno dei suoi pugnali elfici. Improvvisamente giungono in aiuto le aquile, insieme allo stregone Radagast e a Beorn, che sbaragliano l'esercito di Gundabad, compresi i pipistrelli di Dol Guldur, e il grosso delle truppe degli orchi. Thorin intanto affronta il suo acerrimo nemico Azog sul fiume ghiacciato di Collecorvo. Dopo un violento scontro, Thorin riesce a uccidere l’orco, pur rimanendo gravemente ferito. Bilbo, rinvenuto appena in tempo, si riconcilia con l'amico nei suoi ultimi istanti di vita. Si conclude così la battaglia.
Legolas, turbato dagli avvenimenti recenti, decide di non tornare a Bosco Atro e il padre gli consiglia di recarsi tra gli uomini dunedain alla ricerca di un giovane ramingo del Nord dal grande destino, chiamato "Grampasso", dicendogli infine che sua madre lo ha amato, più della vita stessa. Tauriel, in lacrime sul corpo di Kíli, viene anch'essa perdonata da re Thranduil, il quale riconosce che tra loro due vi era un amore reale. A Dale vi è la commemorazione in onore dei caduti, a cui partecipano Bard, la sua famiglia e tutti i cittadini sopravvissuti.
Bilbo e Gandalf salutano i propri compagni d'avventura, e ripartono per la Contea. Prima di congedarsi da Bilbo ai confini della Contea, lo stregone gli confessa di sapere dell'anello magico in suo possesso (senza però immaginare che si tratti proprio dell'Unico Anello) e lo mette in guardia sull'uso di tali artefatti magici. Al rientro a Casa Baggins, Bilbo scopre che i suoi beni vengono venduti all'asta e che lui è dato per morto: solo mostrando il contratto stipulato con i Nani tredici mesi prima riesce a convincere i presenti della sua identità e a rientrare nella sua casa ormai vuota, carico di cimeli (tra cui il bottino dei tre troll) e ricordi della sua avventura.
Sessant'anni dopo, Gandalf bussa alla porta di Casa Baggins, dove ci si appresta a festeggiare il centoundicesimo compleanno di Bilbo, ancora in possesso dell'Unico Anello. Stanno per avere inizio gli eventi della Compagnia dell'Anello.

## Personaggi
- Bilbo Baggins, interpretato da Martin Freeman (da giovane) e da Ian Holm (da anziano), doppiato da Fabrizio Vidale (da giovane) e da Vittorio Congia (da anziano)
- Gandalf il Grigio, interpretato da Ian McKellen, doppiato da Gigi Proietti
- Thorin Scudodiquercia, interpretato da Richard Armitage, doppiato da Fabrizio Pucci
- Tauriel, interpretata da Evangeline Lilly, doppiata da Daniela Calò
- Thranduil, interpretato da Lee Pace, doppiato da Marco Foschi
- Bard l'Arciere, interpretato da Luke Evans, doppiato da Giorgio Borghetti
- Smaug e il Negromante, interpretati da Benedict Cumberbatch, doppiato da Luca Ward
- Legolas, interpretato da Orlando Bloom, doppiato da Massimiliano Manfredi
- Balin, interpretato da Ken Stott, doppiato da Carlo Valli
- Dwalin, interpretato da Graham McTavish, doppiato da Bruno Conti
- Kíli, interpretato da Aidan Turner, doppiato da Stefano Crescentini
- Fíli, interpretato da Dean O'Gorman, doppiato da Corrado Conforti
- Dori, interpretato da Mark Hadlow, doppiato da Roberto Stocchi
- Nori, interpretato da Jed Brophy, doppiato da Luigi Ferraro
- Ori, interpretato da Adam Brown, doppiato da Edoardo Stoppacciaro
- Óin, interpretato da John Callen, doppiato da Andrea Tidona
- Glóin, interpretato da Peter Hambleton, doppiato da Edoardo Siravo
- Bifur, interpretato da William Kircher, doppiato da Francesco Sechi
- Bofur, interpretato da James Nesbitt, doppiato da Antonio Palumbo
- Bombur, interpretato da Stephen Hunter, doppiato da Mauro Magliozzi
- Galadriel, interpretata da Cate Blanchett, doppiata da Cristiana Lionello
- Elrond, interpretato da Hugo Weaving, doppiato da Luca Biagini
- Saruman il Bianco, interpretato da Christopher Lee, doppiato da Omero Antonutti
- Radagast il Bruno, interpretato da Sylvester McCoy, doppiato da Bruno Alessandro
- Azog il Profanatore, interpretato da Manu Bennett
- Bolg, interpretato da John Tui
- Keeper of the Dungeons, interpretato da Conan Stevens
- Dáin Piediferro, interpretato da Billy Connolly, doppiato da Roberto Draghetti
- Beorn, interpretato da Mikael Persbrandt
- Governatore di Pontelagolungo, interpretato da Stephen Fry, doppiato da Massimo Lopez
- Alfrid, interpretato da Ryan Gage, doppiato da Franco Mannella
- Tilda, interpretata Mary Nesbitt, doppiata da Arianna Vignoli
- Sigrid, interpretata da Peggy Nesbitt, doppiata da Erica Necci
- Bain, interpretato da John Bell, doppiato da Manuel Meli

## Produzione
Le riprese si sono svolte in Nuova Zelanda, principalmente in concomitanza con le riprese dei primi due film della trilogia, dal 21 marzo 2011 al 6 luglio 2012
Inizialmente concepito e lavorato come un adattamento in due parti, il 30 luglio 2012 Peter Jackson annunciò al Comic-Con di San Diego, durante la presentazione del primo capitolo, che il progetto cinematografico de Lo Hobbit sarebbe diventata una trilogia. Con l'introduzione del terzo capitolo, i precedenti due film vennero quindi riadattati e rieditati in fase di montaggio, lasciando al terzo capitolo la narrazione dell'arrivo di Smaug a Pontelagolungo e dell'epica Battaglia dei Cinque Eserciti, per la quale, come accaduto nei due precedenti capitoli, è stato tratto materiale anche dalle Appendici de Il Signore degli Anelli. Le riprese aggiuntive vennero effettuate dal 10 maggio al 29 giugno 2013 e tornarono sul set la maggior parte degli attori. Quest'ultimo capitolo della trilogia dello Hobbit è il film con il budget più elevato di tutti e sei film sulla terra di Mezzo e uno dei film più costosi mai realizzati: la cifra per la sua realizzazione è stata di circa 250 milioni di dollari.
Nell'agosto 2012 il film venne sottotitolato There and Back Again (in italiano Racconto di un ritorno), ma il 24 aprile 2014 Peter Jackson annunciò tramite la propria pagina Facebook che il sottotitolo del film sarebbe stato modificato in The Battle of the Five Armies (La Battaglia delle Cinque Armate). In proposito, su Facebook, Jackson commentò tale scelta spiegando che Racconto di un ritorno era il titolo adatto per il secondo film di una saga in due parti, con l'arrivo di Bilbo a Erebor e il suo ritorno a casa. Ma con la divisione in tre film Bilbo arriva a Erebor nel capitolo centrale, ovvero ne La desolazione di Smaug, e quindi il titolo era divenuto ormai fuori luogo. Anche Shaun Gunner, presidente della The Tolkien Society, ha supportato il cambiamento di titolo affermando che La Battaglia delle Cinque Armate cattura molto meglio l'argomento del film e si collega molto bene all'essenza della storia.

## Colonna sonora
La colonna sonora è stata composta da Howard Shore, già compositore di quella della trilogia de Il Signore degli Anelli e dei precedenti capitoli de Lo Hobbit. La canzone per i titoli di coda è The Last Goodbye interpretata dall'attore Billy Boyd, che ha interpretato Pipino nella precedente trilogia.
Disco uno
1. Fire and Water - 5:57
2. Shores of the Long Lake - 4:01
3. Beyond Sorrow and Grief - 4:11 (extended version)
4. Guardians of the Three - 5:47 (extended version)
5. The Ruins of Dale - 3:39
6. The Gathering of the Clouds - 5:52 (extended version)
7. Mithril - 3:08
8. Bred for War - 3:19
9. A Thief in the Night - 4:14
10. The Clouds Burst - 4:12
11. Battle for the Mountain - 4:38

Disco due
1. The Darkest Hour - 5:31
2. Sons of Durin - 4:23
3. The Fallen - 4:56
4. Ravenhill - 5:47
5. To the Death - 7:22 (extended version)
6. Courage and Wisdom - 5:09
7. The Return Journey - 4:16
8. There and Back Again - 4:19
9. Billy Boyd – The Last Goodbye - 4:05
10. Ironfoot - 6:11 (extended version)
11. Dragon-Sickness (bonus track) - 3:51
12. Thrain (bonus track) - 3:24

## Distribuzione
Il teaser trailer è stato distribuito online il 28 luglio 2014 dalla Warner Bros. dopo essere stato presentato in anteprima al San Diego Comic-Con International 2014. Il 6 novembre è stato pubblicato il trailer ufficiale del film, che è stato distribuito nelle sale in allegato alle copie del film Interstellar di Christopher Nolan.
Distribuito dalla Warner Bros. Pictures, in Italia è uscito il 17 dicembre 2014, con prime proiezioni notturne nazionali in diverse sale a partire da mezzanotte e un minuto. Il film è uscito lo stesso giorno anche nelle sale degli Stati Uniti. Come i due precedenti capitoli, il film è stato distribuito nei formati 2D, 3D, HFR 3D e IMAX 3D.

### Edizioni home video
Il film è stato distribuito anche in un'edizione estesa, che contiene 20 minuti di scene aggiuntive rispetto a quella cinematografica. Essa è stata distribuita in Italia in download digitale a partire dal 21 ottobre 2015 e in Blu-ray Disc 2D / 3D e DVD il 18 novembre 2015. Il 1º dicembre 2020 è uscita la versione in formato Blu-ray 4K, con tutti e tre i film in altrettante steelbook dove sono incluse sia la versione cinematografica che estesa.

## Accoglienza

### Incassi
Anche l'ultimo capitolo della trilogia cinematografica de Lo Hobbit si è rivelato un gran successo al botteghino, dominando la stagione natalizia. In tre settimane, negli Stati Uniti il film ha raggiunto la cifra d'incassi di circa 220 milioni di dollari. In Italia la pellicola ha conquistato il periodo natalizio, incassando nelle sale circa 12 milioni di euro in solo tre settimane, diventando così uno dei maggiori incassi cinematografici italiani del 2014. Complessivamente il film ha incassato 255138261 $ in Nordamerica e 707063077 $ nel resto del mondo, per un totale di 962253946 $.

## Riconoscimenti
- 2015 - Premio Oscar[19]
  - Candidatura per il miglior montaggio sonoro a Brent Burge e Jason Canovas
- 2015 - Premio BAFTA[20]
  - Candidatura per i migliori effetti speciali a Joe Letteri, Eric Saindon, David Clayton, R. Christopher White
- 2015 - Critics' Choice Award[21][22]
  - Candidatura per le migliori acconciature e trucco
  - Candidatura per i migliori effetti speciali
- 2015 - Empire Award[23]
  - Candidatura per il miglior film
  - Candidatura per il miglior attore a Richard Armitage
  - Candidatura per il miglior regista a Peter Jackson
  - Candidatura per il miglior sci-fi/fantasy
- 2015 - Kids' Choice Award[24]
  - Candidatura per l'attrice d'azione preferita a Evangeline Lilly

- 2015 - MTV Movie Award[25][26]
  - Candidatura per il miglior eroe a Martin Freeman
- 2015 - Screen Actors Guild Award[27]
  - Candidatura per le migliori controfigure
- 2015 - Saturn Award[28][29]
  - Miglior film fantasy
  - Miglior attore non protagonista a Richard Armitage
  - Candidatura per la migliore attrice non protagonista a Evangeline Lilly
  - Candidatura per la miglior sceneggiatura a Peter Jackson, Philippa Boyens, Fran Walsh e Guillermo del Toro
  - Candidatura per la miglior colonna sonora a Howard Shore
  - Candidatura per il miglior trucco a Peter King, Rick Findlater e Gino Acevedo
  - Candidatura per i migliori effetti speciali a Joe Letteri, Eric Saindon, David Clayton e R. Christopher White
- 2015 - Teen Choice Award[30]
  - Candidatura per il miglior film sci-fi/fantasy

## Curiosità

### Analogie con la trilogia deIl Signore degli Anelli
- Quando bandisce Sauron da Dol Guldur, Galadriel assume delle sembianze molto simili a quelle de La Compagnia dell'Anello, assunte quando Frodo le offre l'Anello.
- L'armatura che Elrond indossa a Dol Guldur è la stessa che porta nella battaglia di Dagorlad, e la sua spada è la stessa che sua figlia Arwen brandisce quando salva Frodo dai Nazgûl.
- La scena in cui Legolas e Tauriel osservano nascosti gli orchi uscire dalla fortezza di Gundabad è molto simile a quella in cui Frodo, Sam e Gollum osservano senza farsi vedere gli orchi uscire da Minas Morgul.
- Durante le trattative con Thranduil e Bard, Glóin indossa la stessa armatura e lo stesso elmo che utilizzerà suo figlio Gimli sessant'anni dopo.
- La carica dei nani è accompagnata da Bombur che soffia il corno: la scena ricorda quella de Le due torri in cui Gimli soffia il corno durante la carica di Théoden nella battaglia del Fosso di Helm. Inoltre, la scena in cui Dáin II Piediferro incita il suo esercito urlando "Per il re! Per il re!" durante la carica dei nani è simile alla scena in cui Éomer incita i rohirrim al loro arrivo al Fosso di Helm.
- L'arrivo delle aquile nella battaglia dei cinque eserciti è molto simile a quello nella battaglia del Morannon: infatti, Pipino grida "Arrivano le aquile!", così come ha fatto Bilbo a Erebor circa sessant'anni prima.
- Sia l'avventura di Frodo che quella di Bilbo durano tredici mesi esatti (dalla partenza dalla Contea fino al ritorno a essa).
- Alla fine del film, Thranduil consiglia a Legolas di andare al nord per conoscere e aiutare un giovane ramingo, chiamato Grampasso. Si tratta, ovviamente, di Aragorn, con cui Legolas stringerà una forte amicizia nel Signore degli Anelli.
- Alla fine del film si vede Bilbo a 111 anni, in quella che è una delle prime scene de La Compagnia dell'Anello.